# العلاقات التوغوية الكيريباتية
العلاقات التوغولية الكيريباتية هي العلاقات الثنائية التي تجمع بين توغو وكيريباتي.

## مقارنة بين البلدين
هذه مقارنة عامة ومرجعية للدولتين:
| وجه المقارنة                                              | توغو            | كيريباتي                        |
| --------------------------------------------------------- | --------------- | ------------------------------- |
| المساحة (كم2)                                             | 56.78 ألف       | 811                             |
| عدد السكان (نسمة)                                         | 7.80 مليون      | 116.40 ألف                      |
| الكثافة السكانية (ن./كم²)                                 | 137.37          | 14.35 ألف                       |
| العاصمة                                                   | لومي            | جنوب تاراوا                     |
| اللغة الرسمية                                             | لغة فرنسية      | لغة إنجليزية، اللغة الكيريباتية |
| العملة                                                    | فرنك غرب أفريقي | دولار كريباتي، دولار أسترالي    |
| الناتج المحلي الإجمالي (بليون دولار)                      | 4.81 مليار      | 196.15 مليون                    |
| الناتج المحلي الإجمالي (تعادل القوة الشرائية) بليون دولار | 10.67 مليار     | 224.26 مليون                    |
| الناتج المحلي الإجمالي الاسمي للفرد دولار أمريكي          | 559             | 1.42 ألف                        |
| الناتج المحلي الإجمالي للفرد دولار أمريكي                 | 1.43 ألف        | 1.81 ألف                        |
| مؤشر التنمية البشرية                                      | 0.484           | 0.590                           |
| رمز المكالمات الدولي                                      | +228            | +686                            |
| رمز الإنترنت                                              | .tg             | .ki                             |
| المنطقة الزمنية                                           | 00              |                                 |

## منظمات دولية مشتركة
يشترك البلدان في عضوية مجموعة من المنظمات الدولية، منها:
| علم المنظمة | اسم المنظمة                                 | تاريخ انضمام توغو | تاريخ انضمام كيريباتي |
| ----------- | ------------------------------------------- | ----------------- | --------------------- |
|             | مجموعة دول أفريقيا والكاريبي والمحيط الهادئ | ?                 | ?                     |
|             | منظمة حظر الأسلحة الكيميائية                | ?                 | ?                     |
|             | الأمم المتحدة                               | 20 سبتمبر 1960    | 14 سبتمبر 1999        |
|             | مؤسسة التمويل الدولية                       | 4 سبتمبر 1962     | 2 أكتوبر 1986         |
|             | يونسكو                                      | 17 نوفمبر 1960    | 24 أكتوبر 1989        |
|             | مؤسسة التنمية الدولية                       | 21 أغسطس 1962     | 2 أكتوبر 1986         |
|             | البنك الدولي للإنشاء والتعمير               | 1 أغسطس 1962      | 29 سبتمبر 1986        |
|             | الاتحاد البريدي العالمي                     | ?                 | ?                     |
|             | الاتحاد الدولي للاتصالات                    | 14 سبتمبر 1961    | 3 نوفمبر 1986         |